# Митт де Шевриер, Мелькиор
Мелькиор Митт де Шевриер (фр. Melchior Mitte de Chevrières; 1586 — 10 сентября 1649, Париж), маркиз де Сен-Шамон — французский военачальник и дипломат.

## Биография
Сын Жака Митта де Шевриера, графа де Мьолана, и Габриели де Сен-При.
Граф де Мьолан и д'Анжу, сеньор де Шевриер.
Долгое время служил в Пикардийском полку, 4 мая 1612 в Париже, после отставки маркиза д'Аленкура был назначен генеральным наместником Лионне, Форе и Божоле. Зарегистрирован в этом качестве Парижским парламентом 22 мая, оставлен от должности в мае 1619.
Патентом от 23 февраля 1617 набрал полк своего имени и командовал им в армии Бурбонне, возглавляемой маршалом Монтиньи. Полк был распущен 1 мая.
31 декабря 1619 был пожалован Людовиком XIII в рыцари орденов короля.
В 1621 году унаследовал от младшего брата графство Анжу.
Кампмаршал (17.11.1621), служил в этом качестве в Дофинуазской армии маршала Ледигьера. Патентом от 3 марта 1622 восстановил свой полк, снова распущенный 14 февраля 1623.
Назначенный в 1627 году чрезвычайным послом в Турин и Мантую, ничего не добился на переговорах с савойцами, но достиг успеха во второй части миссии, убедив Винченцо Гонзагу признать своим наследником герцога Неверского и согласиться на брак наследницы Монферрата с герцогом Ретелуа.
В ходе осады Ла-Рошели 22 сентября 1628 был послан кардиналом Ришельё и королем рекогносцировать форт Тадон, который казался покинутым гугенотами. Приблизившись к укреплению, Митт де Шевриер в течение получаса прогуливался возле него, записывая наблюдения, а на обратном пути был ранен мушкетной пулей в бедро. После взятия Ла-Рошели в 1628—1629 годах вместе с Бертраном де Виньолем командовал в этом городе и на острове Ре.
4 декабря 1630 был назначен генерал-лейтенантом и направлен под начало герцога де Гиза для умиротворения Прованса. В конце 1631 года командовал в Шампани и на лотарингской границе.
В 1632 году в качестве кампмаршала служил в армии короля в Пикардии и в мае получил губернаторство в Кале, вместо Валансе, отстраненного по подозрению в связях с Марией Медичи. В 1632—1635 годах был генеральным наместником Прованса.
6 января 1633 был назначен генерал-лейтенантом для командования Шампанской армией. Выступил из Мезьера на Ревен и Фюме, крепости, принадлежавшие находившемуся под защитой короля Франции курфюрсту Трирскому, и захваченные испанцами, которые могли их использовать для угрозы французским землям. В конце января Сен-Шомон отбил укрепления и поставил там гарнизоны. 10 февраля король назначил его государственным министром, а 3 апреля командующим Шампанской армией. Пользуясь его отсутствием, испанцы вторглись в Трирское архиепископство, но Сен-Шомон, прибывший в Трир в конце мая, изгнал из с территории курфюршества.
Фриденбург, город во владениях курфюрста, отказывавшийся ему подчиняться, стал убежищем для испанских солдат, набеги которых досаждали французам. 21 июня Сен-Шомон обложил город; на требование сдачи губернатор Фриденбурга отослал французского генерала к своему начальнику, губернатору Люксембурга. Французы взяли город штурмом и защитники отступили в замок. 24-го Сен-Шомон приказал начать его обстрел и 26-го гарнизон капитулировал.
В том же году началась война с герцогом Лотарингским. Маркиз получил приказ перебазироваться в область Меца, после чего обложил Нанси в ожидании армии короля, который должен был начать правильную осаду.
При вступлении Франции в Тридцатилетнюю войну в 1635 году был направлен чрезвычайным послом к шведскому канцлеру Оксеншерне с заданием удержать его армию в Германии и заключить военный союз. Соответствующий договор был подписан 20 марта 1636 в Висмаре и ратифицирован королем 17 апреля.
Назначенный чрезвычайным послом к германским князьям, Сен-Шомон 31 октября подписал с ландграфом Гессен-Кассельским договор, по которому тот обязался выставить армию из семи тысяч пехоты и трех тысяч кавалерии для войны против императора на стороне Франции, шведской короны и их союзников.
Основал первый во Франции монастырь урсулинок и капитул каноников Святого Иоанна Крестителя в городе Сен-Шамоне.

## Семья
Жена (30.01.1610): Изабо де Турнон, дочь Луи-Жюста де Турнона, графа де Руссильона, и Мадлен де Ларошфуко
Дети:
- Луи (1612—16.07.1639, Гренобль), маркиз де Сен-Шамон. Был холост
- Лион-Франсуа (1613—1650), аббат Сореза и Бузонвиля
- Жюст-Анри (1615—11.12.1664), маркиз де Сен-Шамон, граф де Мьолан и д'Анжу. Жена (6.06.1640): Сюзанна-Шарлотта де Грамон (ум. 31.07.1688), дочь Антуана II де Грамона и Клод де Монморанси-Бутвиль
- Франсуа (1621—5.10.1643), каноник в Лионе, первый декан коллегии Святого Иоанна Крестителя в Сен-Шамоне
- Арман-Жан (1624—18.07.1665), маркиз де Сен-Шомон, граф де Мьолан и д'Анжу. Жена: Гаспарда де Лапорт д'Оссён
- Гаспарда-Франсуаза (1620—21.02.1667), монахиня в обители Святой Марии в Лионе
- Мари-Изабо. Муж: Луи де Кардайяк де Леви (ум. 1666), граф де Биуль, генеральный наместник в Лангедоке